# تشارلز كلارك (سياسي أسترالي)
تشارلز كلارك (بالإنجليزية: Charles Clark)‏ هو سياسي أسترالي، ولد في 1832 في أستراليا، وتوفي في 1896 في أستراليا. انتخب عضو المجلس التشريعي ولاية كوينزلاند.